# Nierówności społeczne
Nierówności społeczne (nierówności ekonomiczne) – nierówny podział dóbr materialnych, a także niematerialnych w społeczeństwie.

## Definicje

Globalny udział w światowym bogactwie według grup majątkowych (Credit Suisse, 2021)

### Różnice versus nierówności
Ważnym pojęciem przy rozważaniu nierówności społecznych jest kategoria niedoboru, jedna z centralnych kategorii socjologicznych, wprowadzona do nauki przez Bálinta Balla. Jednostki i grupy społeczne w społeczeństwie odróżniają się od siebie na rozmaite sposoby. Rousseau określał te różnice jako „naturalne”, jednak większość z nich jest również społecznie determinowana, zależna od przynależności do określonego środowiska społecznego. Ta społeczna predeterminacja przyczynia się do utrzymania nierówności społecznych.
Rousseau odróżniał dwa rodzaje nierówności między ludźmi: nierówności warunkowane naturą, wynikające np. z różnego wieku, stanu zdrowia, sił fizycznych czy cech osobowościowych, oraz nierówności „moralne” czy „polityczne”. Te drugie tworzone są przez ludzi i przez nich utrwalane, bądź też znoszone. Zależne są od różnie przydzielanych przywilejów, którymi jedni cieszą się na niekorzyść drugich.

### Pomiary nierówności
W ekonometrii nierówności społeczne można mierzyć w sposób ilościowy. Najczęściej używa się w tym celu współczynnika Giniego, choć istnieją też inne miary, takie jak indeks Hoovera i indeks Theil. Współczynnik Giniego przybiera wartości od 0 do 100, gdzie 0 oznacza pełną równość (wszyscy mają tyle samo), a 100 oznacza pełną nierówność (jedna osoba posiada wszystko, a pozostali nie posiadają nic). Według tego czynnika, krajem o najwyższym poziomie nierówności jest Namibia (70,7 w 2003 roku), a krajem o najniższym poziomie nierówności jest Szwecja (23,0 w 2005 roku).
Według raportu ONZ, 1% najbogatszych ludzi na Ziemi posiada około 40% całego majątku ludzkości, 10% najbogatszych posiada 85%, a biedniejsza połowa ludzkości posiada mniej niż 1%.

### Działalność państwa
Państwo dobrobytu jest koncepcją wyrównywania nierówności społecznych w zakresie i zasięgu określanym przez kierujących państwem. W systemach demokratycznych poziom wyrównywania nierówności przez państwo jest akceptowany przez większość głosujących obywateli.

## Źródła nierówności
W najprostszych modelach klasycznej ekonomii, w warunkach konkurencji doskonałej, ceny i płace są zawsze i ściśle związane z krańcową wartością pracy lub towaru. W bardziej złożonych modelach jednak, oraz w praktyce, zależność ta jest bardziej skomplikowana. Wskutek zawodności państwa i zawodności rynku, oraz nierówności szans, w rzeczywistej gospodarce może się pogłębiać oddalenie cen, płac, szans itp. od ich optymalnych wartości. Ekonomista John H. Cochrane zwraca uwagę, że pojęcie nierówności ekonomicznych obejmuje zarówno negatywne skutki wynikające z tego rodzaju zawodności, jak i takie różnice występujące pomiędzy ludźmi, które są pozytywne społecznie i których nie powinno się zwalczać. Ocena wartości społecznej różnych zjawisk jest częściowo kwestią mierzalną (np. przy pomocy funkcji dobrobytu społecznego), a częściowo zależy od przyjętych w społeczeństwie celów i wartości.
Krytycy kapitalizmu, tacy jak Ravi Batra, argumentują, że system kapitalistyczny faworyzuje tych, którzy już posiadają większe zasoby. Nierówność mogą być generowane poprzez dziedziczenie i politykę gospodarczą. Bogaci są w stanie zapewnić swoim dzieciom lepsze wykształcenie i kapitał, co może stworzyć lub zwiększyć duże różnice w zamożności między ludźmi, którzy nie różnią się zdolnościami ani pracą wkładaną w rozwój. Jedno z badań pokazuje, że w Stanach Zjednoczonych 43,35% osób z listy „400 najbogatszych osób” magazynu „Forbes” było już wystarczająco bogatych od urodzenia, aby się do niej zakwalifikować. Inne badanie wykazało, że w Stanach Zjednoczonych bogactwo, rasa i wykształcenie są ważne dla dziedziczenia statusu ekonomicznego, ale IQ nie jest głównym czynnikiem przyczyniającym się do tego, a genetyczne przenoszenie IQ jest jeszcze mniej ważne.

### Pozytywne aspekty
Nierówności mogą wynikać ze zjawisk, które są pożądane społecznie:
- różnic w predyspozycjach, inteligencji poznawczej i emocjonalnej[10],
- różnego wkładu pracy,
- różnego wkładu czasu w wykształcenie i specjalizację[11][12],
- rozwoju technologicznego[13][11][14][15]
- liberalizacji handlu, która może zmniejszać różnice międzynarodowe, ale zwiększać wewnątrznarodowe[16]

### Negatywne aspekty
Zjawiska negatywne społecznie mogą również przyczyniać się do wzrostu nierówności:
- pogoń za rentą – czerpanie korzyści z posiadanej przewagi, takich jak renty z kapitału lub nieruchomości[17][18] (przykładowo, ekonomista Thomas Piketty przypisał rentom z kapitału decydującą negatywną rolę we wzroście nierówności w XX wieku, jest to jednak wniosek kontrowersyjny[19][20]),
- zawodność państwa – np. klientelizm, preferencyjne traktowanie elit lub innych wybranych grup społecznych, obecność instytucji opartych na wyzysku[21][22][23], rosnące koszty podstawowych usług publicznych, takich jak edukacja i opieka zdrowotna,
- zawodność rynku, np. występowanie monopoli naturalnych lub monopsonu pracodawców, słabość związków zawodowych[24][13][25], dyskryminacji (np. różnic płacowych kobiet i mężczyzn), ograniczonej mobilności pracowników[26] lub skłonności ludzi do podejmowania przedsiębiorczego ryzyka w warunkach prekariatu[27],
- nadmierna rywalizacja o dobra pozycjonalne

## Konsekwencje nierówności

### Pozytywne konsekwencje
Badania akademickie nie wskazują na dużą liczbę korzyści mogących płynąć z wysokich nierówności społecznych:
- w teorii, np. dóbr pozycjonalnych, nierówności motywują ludzi do działania,
- w modelu krzywej Kuznetsa, w krajach rozwijających się wysoki poziom nierówności jest naturalny i pożyteczny; niektóre badania empiryczne potwierdzają tę tezę[28][29][30]
- według analizy Bassetta z 1999 r., wysokie nierówności same w sobie nie spowalniają rozwoju gospodarczego, jeśli zachodzi takie spowolnienie to jest ono zapośredniczone przez procesy polityczne[31]

### Negatywne konsekwencje

#### Ekonomiczne

Dla tych danych, wariancja PKB na głowę z parytetem siły nabywczej jest wyjaśniona w 15% szacunkowym współczynnikiem Giniego.

Ekonomiczne badania związku nierówności ze wzrostem gospodarczym cieszą się dużą popularnością. Wiele badań z różnych krajów wskazuje na to, że wysokie nierówności spowalniają rozwój gospodarczy, w szczególności w krajach rozwiniętych, i jeśli wynikają z czerpania rent ekonomicznych. Niektóre mechanizmy tego zjawiska jakie zaobserwowano to zwiększenie liczby konfliktów politycznych, obniżanie kapitału społecznego i produktywności, oraz tendencję do podnoszenia podatków. Relacja przyczynowa działa w obie strony, przy czym rozwój zwiększa nierówności, a nierówności spowalniają rozwój. Gospodarki bardziej równe rozwijają się, według opublikowanych przez OECD analiz i raportu, w sposób szybszy i stabilniejszy niż gospodarki o wysokiej nierówności.
Opublikowana w 2016 r. metaanaliza badań odkryła niedużą tendencyjność publikacji w tym obszarze, ale potwierdziła wniosek, że większe nierówności prowadzą do wolniejszego rozwoju gospodarczego. Spowodowane to jest ograniczeniem popytu – biednych nie stać na duże zakupy, a bardzo bogaci nie są w stanie wydać posiadanych pieniędzy, z których cześć lokowana jest w spekulacyjne instrumenty finansowe, które nie mają wpływu na realną gospodarkę.

#### Społeczne
Wyższe nierówności (poprzez różne aspekty i mechanizmy), według badań naukowych, prowadzą do szeregu negatywnych skutków społecznych:
- osłabiają więzi, zaangażowanie i zaufanie społeczne[44][45][46],
- zwiększają przestępczość[47][48][49], szczególnie w lokalnych skupiskach biedy[50],
- obniżają jakość edukacji i instytucji publicznych[17][37],
- zwiększają dzietność wśród ubogich[37],
- obniżają poziom zdrowia publicznego, średnią długość życia, zwiększają zachorowalność i otyłość[46][51][52],
- Obniżenie ruchliwości społecznej ilustrowaną Krzywą Wielkiego Gatsby’ego(inne języki).  Przy dużym rozwarstwieniu dochodów biedniejsze rodziny maja mniejsze możliwości inwestowania w dzieci przy jednocześnie większych wydatkach w stosunku do dochodów, więc preferują mniej ambitne, ale bezpieczniejsze strategie awansu społecznego, ponieważ niepowodzenie przynosi więcej złych konsekwencji w krajach o dużej nierówności. W takich krajach bogatsze rodziny inwestują więcej w swoje dzieci i mocniej używają swoich wpływów, aby pomóc w karierze dzieci, bo spadek do niższej klasy jest bardziej bolesny[53].

Metaanaliza z 2009 r. potwierdza wnioski, że większe nierówności negatywnie odbijają się na zdrowiu publicznym. Badanie z 2016 r. sugeruje także, że nierówności międzynarodowe zwiększają zjawisko terroryzmu.

## Tendencje
Badania tendencji zmian w nierównościach wskazują na to, że wewnątrznarodowo nierówności rosną. Wzrost nierówności jest szczególnie dobrze przebadany w Stanach Zjednoczonych. W skali globalnej jednakże, możliwe jest że nierowności maleją. Zjawisko zmniejszania się globalnych nierówności (doganiania krajów bogatych przez biedne) nazywa się konwergencją.
Autorzy raportu The Inequality Virus z 2021 wskazywali, że „kryzys pandemiczny ogarnął świat, który i tak był już wyjątkowo nierówny. W tym świecie od 40 lat jeden procent najbogatszych zarabiał ponad dwukrotnie więcej niż biedniejsza połowa światowej populacji. Grupa zaledwie 2000 miliarderów miała więcej majątku niż mogłaby wydać w ciągu tysiąca żyć. Prawie połowa ludzkości była zmuszona żyć za mniej niż 5,5 dol. dziennie”. Natomiast w raporcie World Inequality Report z 2022 wykazano, że 2750 miliarderów kontroluje 3,5% całego światowego bogactwa. Dolne 50% populacji otrzymuje 8% globalnej wartości dochodów, kiedy 10% najbogatszych 52% dochodów, z czego 1% najbogatszych otrzymuje 19%. W przypadku Polski dolne 50% najmniej zarabiających (26 850 złotych rocznie) posiada 19,5% udziału w dochodzie, a 10% najlepiej zarabiających (260 260 złotych rocznie) posiada ich 38%.
Według francuskiego ekonomisty Thomasa Piketty'ego dzisiejszy świat powraca w kierunku „kapitalizmu ojcowskiego”, w którym znaczna część gospodarki jest zdominowana przez odziedziczone bogactwo: potęga tej klasy ekonomicznej rośnie, grożąc utworzeniem oligarchii.

## Rozwiązania negatywnych aspektów nierówności
Wysuwa się liczne propozycje metod okiełznania nierówności ekonomicznych. Ekonomiści zwracają jednak uwagę, że próby państwowego rozwiązania zawodności rynku mogą doprowadzić do zastąpienia ich gorszymi zawodnościami państwa. Dlatego konieczne jest ich właściwe zaprojektowanie i ograniczona do niezbędnego minimum skala.

### Podatki i regulacje
Instrumenty podatkowe, ze względu na to że z reguły tworzą zniekształcenia ekonomiczne, powinny być jak najlepiej wymierzone i dopasowane do lokalnej postaci problemu. Skuteczne wobec nierówności ekonomicznych mogą być takie rozwiązania, jak:
- dostosowana do lokalnych warunków płaca minimalna w połączeniu z kwotą wolną od podatku lub ulgami podatkowymi od dochodu[65][66][67][68][69][70]
- podatek progresywny[71][72][73]
- opodatkowanie rent ekonomicznych i spadków[74]

### Programy publiczne
Programy publiczne mogą być realizowane zarówno przez instytucje państwowe, jak i rynkowe – jak np. w przypadku edukacji prywatnej finansowanej przez publiczne bony oświatowe. Skuteczne wobec nierówności ekonomicznych wydaje się szczególnie stosowanie:
- finansowania powszechnej edukacji oraz prac badawczo-rozwojowych[75][76]
- wspierania mobilności geograficznej[77]
- dostępności podstawowych usług publicznych i opieki zdrowotnej oraz społecznej[78][79]
- dostępności edukacji seksualnej i antykoncepcji[80]
- bezpośrednich transferów pieniężnych[81][82][83][84][85][86][87]

## Literatura
- Jean-Jacques Rousseau: Discours sur l’inégalité.
- Karl Marx: Dzieła wszystkie
- Pierre Bourdieu (1979): La distinction. Critique sociale du jugement. Paris, Ed. de Minuit.
- Raymond Boudon: La logique du social und L’inégalité des chances: la mobilité sociale dans les sociétés industrielles
- Richard Bauman: Voices of modernity:language ideologies and the politics of inequality